# Karliwka (obwód kirowohradzki)
Karliwka (ukr. Карлівка) – wieś na Ukrainie, w obwodzie kirowohradzkim, w rejonie kropywnyckim, w hromadzie Sokoliwśke. W 2001 liczyła 712 mieszkańców.

## Urodzeni
- Siemion Ignatjew - funkcjonariusz radzieckich służb bezpieczeństwa.